# علي حسين مكي
السيد علي السيد حسين يوسف مكي العاملي (1935- 2024)، عالم دين شيعي، تلقى علومه في النجف، له العديد من المؤلفات المطبوعة، خلف والده في إدارة شأن المسلمين الشيعة في الشام.[بحاجة لمصدر]

## نسبه وعائلته
السيد علي بن حسين بن محمود بن إبراهيم بن يوسف، وينتهي نسبه إلى الإمام زين العابدين ابن الحسين بن علي بن علي بن أبي طالب. والده السيد حسين يوسف مكي.[بحاجة لمصدر]

## مولده ونشأته
ولد سنة 1935م، في بلدة حبوش العاملية التابعة لقضاء النبطية، ثم انتقل إلى النجف، فدرس في منتدى النشر، ثم التحق في سن مبكرة بالحوزة العلمية.[بحاجة لمصدر]

## أولاده
- السيد حسن مكي وهو طالب علم
- السيد جعفر مكي مدير حوزة أهل البيت(ع)

## في النجف
تابع دراسته في النجف على النهج المتعارف في الحوزات.

### أساتذته
تلقى علومه ومعارفه في العلوم الحوزوية والأخلاق والسلوك، على جمع من العلماء ومنهم:
- والده السيد حسين مكي
- الشيخ محمد تقي الفقيه
- السيد محمد علي الحكيم: والد السيد محمد سعيد الحكيم
- السيد محمد صادق الحكيم
- السيد محسن الحكيم: وكان السيد علي صاحب الترجمة مقرّبا من السيد محسن الحكيم، وقد أرسله الحكيم وكيلاً عنه بمدينة الصويرة في العراق وكان من أوثق الثقاة عنده.
- واختص أخيرا بالسيد أبو القاسم الخوئي

### التبليغ في العراق
في أثناء إقامته في العراق كان السيد محسن الحكيم يلحظه برعاية خاصة إرشادًا وتوجيهًا وخصوصًا حين عزم على الإقامة في منطقة الصويرة بعدما تركها والده وارتحل إلى الشام مقيمًا فيها. 
 كما تأثّر في الجانب الأخلاقي بالسيد محمد صادق الحكيم، فقد كان له دور مهم من الجهة الأخلاقية والروحية.[بحاجة لمصدر]

## في الشأن العام
كان السيد علي مكي ولا يزال، على جانب كبير من الحذر والابتعاد عن الحركات السياسية والمنظمات الحزبية، سواء التي كانت موجودة في زمن دراسته وإقامته في العراق، أو التي أسست وأنشأت فيما بعد، فواكب حركاتهم وراقب الأمور عن بُعد من دون اتصال مباشر بهم.[بحاجة لمصدر]

## إقامته فيالشام
بعد وفاة والده الذي كان مرجع الشيعة في سوريا، انتقل السيد علي مكي إليها سنة 1977م. فسكن في حي الأمين بدمشق، وتابع شؤون الطائفة من التبليغ والتدريس والفصل في الخلافات ورعاية المدراس والجمعيات الاجتماعية وغيرها.[بحاجة لمصدر]

## مؤلفاته
له عدّة كتب مطبوعة:
- شهر رمضان آفاق من الهدى والإيمان: يتضمن أحكام الصوم واقسامه والغرض منه، كما يتضمن شرح خطبة النبي (ص). طبع سنة 1997
- رمضان بين الأخلاق والتشريع: طبع سنة 1996.
- رسالة في أحكام النساء:
- الهداية والتربية الإيمانية: ثلاثة أجزاء- (طبعة أولى سنة 2002م) – (طبعة ثانية منقحة ومحققة سنة 2010).
- معتقدات الشيعة : (طبعة أولى سنة 2003 المؤسسة الدولية ، بيروت) - (طبعة ثانية منقحة ومزيدة ومحققة ، سنة 2007م دار الأضواء، بيروت).
- المكاسب المحرمة في الإسلام : (طبع سنة 2002).
- مدرسة الدعاء : (طبع سنة 2007 دار الأضواء، بيروت)
- الأم والبنت والحفيدة (خديجة؛ وفاطمة الزهراء؛ وزينب ): طبع سنة 2009م، دار الأضواء، بيروت.
- تأملات في دعاء كميل: طبع سنة 2010 دار الأضواء، بيروت.
- تأملات في دعاء مكارم الأخلاق: طبع سنة 2012 دار الأضواء، بيروت.
- رسالة المسجد: طبع سنة 2009م دار الأضواء، بيروت.

## وصلات خارجية
- النيّة: بحث للسيد علي مكي منشور في مجلة رسالة النجف - السنة السابعة/العدد العشرون/كانون أول:2011-محرم:1433هـ
- دعاء المعصوم: بحث للسيد علي مكي منشور في مجلة رسالة النجف - السنة السادسة / العدد السابع عشر/ حزيران 2010 - رجب 1431هـ
- هل يعلم الأئمة الغيب: بحث للسيد علي مكي منشور في مجلة رسالة النجف -العددان السابع والثامن / 2006م - 2007م /1427هـ - 1428هـ
- أهمية العمل في الإسلام: بحث للسيد علي مكي منشور في مجلة رسالة النجف - العدد السادس / 2006م /1427هـ
- مصدر الأحكام: بحث للسيد علي مكي منشور في مجلة رسالة النجف - العدد الرابع / 2006م /1427هـ